# Глогоњ
Глогоњ је насељено место које се налази на територији града Панчева, у Јужнобанатском округу Аутономне Покрајине Војводине, у Републици Србији. Према коначним резултатима пописа становништва из 2022. године, у Глогоњу живи 2657 становника.

## Географија
Налази се у северозападном делу града Панчева, удаљен је 20 км од Панчева — на 44° 59' СФШ и 20° 33' ИГШ. Налази се на надморској висини од 75 m на контакту алувијалне равни реке Тамиш и банатске лесне терасе. Спада у групу прибрежних потамишких насеља и граничи се са атарима насеља:
Сефкерин, Црепаја, Јабука и подручјем града Београда.
По питању рељефа Глогоњ се простире на две морфолошке целине: алувијалној равни Тамиша и лесној тераси. Алувијална раван заузима најниже делове атара лежећи између леве обале Тамиша и дела банатске лесне терасе на надморској висини од 73 m.
Лесна тераса заузима највећи део Глогоња са надморском висином 75-79 m. На подручју Глогоња констатују се знатне количине подземне воде као и површинских токова, те се Глогоњ снабдева водом из три бунара са дубине од 96 метара.
На територији Глогоња Тамиша има мали пад што је разлог његовог кривудања, насталих окука и мртваја.
Његов висок водостај ствара опасност од честих поплава. На подручју атара Глогоња преовладава у структури земљишта чернозем карбонатни, ритске црнице и смонице заслањене или са заслањеним пегама, као и заслањено тло солоњец око Тамиша.

## Насеље
Глогоњ спада у групу потамишких насеља са правилнијим топографским површинама.
Насеље има правоугаони облик (дужине 2000, а ширине 800 метара) са праволинијским и унакрсно постављеним улицама.
Спада у насеља панонског типа, куће су ушорене и центар насеља је проширен.
Ширина улица је 20-40 m и секу се под правим углом.
Главном улицом пролази пут који спаја Панчево са Зрењанином и Новим Садом.
Постоји 6 улица које се пружају по дужини у смеру северозапад / југоисток;
У овом тренутку носе следећа имена: Тамишка, Ослобођења, ”1. Мај“, Школска, Млинска и ”4. октобар“.
На северозападном крају села је прва попречна улица (која има куће само са једне стране) по имену Утринска — пружа се од југозапада ка североистоку, а за њом следе: Партизанска, ”29. новембра“, Пролетерска, Београдска, ЈНА, ”8. марта“, Бориса Кидрича и Жарка Зрењанина. Сам центар села носи име - Трг Маршала Тита.
Равничарски тип насеља је условио њихово пресецање под правим углом те су формирани квадрати — квартови неједнаких површина.
Свака кућа има двориште са економским зградама и повртњак или воћњак у дубини.
У центру села налази се парк правоугаоног облика (210x170 метара).
Стазе су избетониране 1988. године (пре тога није било никакве подлоге) и секу парк по дијагоналама, док га друге полове по дужини и ширини.
Насеље има основну школу и амбуланту, постоје сви примарни комунални објекти, спроведена је електрификација, гасификација села, водовод, телефонске линије...
Овде се налази Омладинска организација Глогоњ.

## Привреда
На територији Глогоња најзначајнија привредна делатност је пољопривреда.
Атар је правоугаони укупне површине 4291,5 ха, а само пољопривредно земљиште захвата 4086,7 ха.
Од обрадивих површина највећи део је под њивама 3036,1 ха или 74,3%.
И необрадиво пољопривредно земљиште захвата знатну територију: пашњаци 324,8 ха, шуме 548,5 ха, док неплодно земљиште захвата 308,9 ха.
Од укупних земљишних површина у власништву приватног сектора је 2052,6 ха (47,8%),
док Друштвени сектор захвата 2238,9 ха (52,2%).
На територији атара Глогоња у сетвеној структури преовладавају ратарске културе.
Гаје се првенствено жита: пшеница, кукуруз и јечам.
Код индустријског биља најзаступљенији су сунцокрет, соја и шећерна репа.
Од повртарских култура највише се гаје кромпир (развијена је производња младог кромпира), пасуљ, црни лук, парадајз, паприка.
Део ове производње намењен је пијацама у Панчеву и Београду. Сточарство је углавном у опадању и заступљено је пре свега у индивидуалном сектору.

### Табела
Бројно стање стоке по пописима из 1981. и 1991. године.
| Година | Свиње | Говеда | Коњи | Овце | Живина |
| 1981.  | 2.370 | 168    | 121  | 334  | 17.800 |
| 1991.  | 1.732 | 28     | 24   | 137  | 11.353 |

Друштвено пољопривредно предузеће „Глогоњ“ у саставу ПИК-а „Тамиш“ поседује (подаци из 1991) укупно 1237 ха обрадивог земљишта. Гаје се уобичајене ратарске културе и то првенствено жита. Највеће површине су под пшеницом (383 ха), кукурузом (309 ха), јечмом (38 ха). Од индустријског биља гаји се сунцокрет (123 ха), соја (156 ха), шећерна репа (128 ха).

## Тамиш
Тамиш је некада био притока Тисе, али је временом померао своје ушће на југ и постао притока Дунава.
Ушће му је било код данашње отоке Караш.
Доносећи доста воде из горњег тока, често се понаша као подивљала река.
Због малог пада и плитког корита веома се много разливао.
Засипајући своје ушће и изливањем из корита, он се новим путевима усмерио ка Дунаву на неколико места:
- као Караш и Дунавац северозападно од Опова;
- као Визељ јужно од Борче;
- као Сибница југоисточно од Овче и
- као Тамиш код Панчева (главно ушће).

Визељ (мађарски-водоток) улива се у Дунав на два места:
- као Дунавац, северно од Београда и
- као Каловита, јужно од Овче.

Визељ и Каловиту повезује Себеш.

## Демографија
Према попису из 2002. било је 3178 становника (према попису из 1991. било је 3475 становника).
У насељу Глогоњ живи 2575 пунолетних становника, а просечна старост становништва износи 39,6 година (38,6 код мушкараца и 40,7 код жена). У насељу има 1003 домаћинства, а просечан број чланова по домаћинству је 3,17.
Ово насеље је углавном насељено Србима (према попису из 2002. године), а у последња три пописа, примећен је пад у броју становника.
|  |

| Демографија | Демографија | Демографија |
| Година      | Становника  | Становника  |
| ----------- | ----------- | ----------- |
| 1948.       | 3.678       |             |
| 1953.       | 3.175       |             |
| 1961.       | 3.230       |             |
| 1971.       | 3.257       |             |
| 1981.       | 3.605       |             |
| 1991.       | 3.475       | 3.285       |
| 2002.       | 3.178       | 3.281       |
| 2011.       | 3.012       |             |

| Етнички састав према попису из 2002.‍ | Етнички састав према попису из 2002.‍ | Етнички састав према попису из 2002.‍ | Етнички састав према попису из 2002.‍ | Етнички састав према попису из 2002.‍ |
| ------------------------------------ | ------------------------------------ | ------------------------------------ | ------------------------------------ | ------------------------------------ |
|                                      |                                      |                                      |                                      |                                      |
| Срби                                 | Срби                                 |                                      | 2.400                                | 75,51%                               |
| Македонци                            | Македонци                            |                                      | 367                                  | 11,54%                               |
| Румуни                               | Румуни                               |                                      | 156                                  | 4,90%                                |
| Југословени                          | Југословени                          |                                      | 106                                  | 3,33%                                |
| Мађари                               | Мађари                               |                                      | 26                                   | 0,81%                                |
| Роми                                 | Роми                                 |                                      | 17                                   | 0,53%                                |
| Хрвати                               | Хрвати                               |                                      | 6                                    | 0,18%                                |
| Словаци                              | Словаци                              |                                      | 6                                    | 0,18%                                |
| Немци                                | Немци                                |                                      | 5                                    | 0,15%                                |
| Чеси                                 | Чеси                                 |                                      | 3                                    | 0,09%                                |
| Црногорци                            | Црногорци                            |                                      | 2                                    | 0,06%                                |
| Муслимани                            | Муслимани                            |                                      | 1                                    | 0,03%                                |
| Албанци                              | Албанци                              |                                      | 1                                    | 0,03%                                |
| непознато                            | непознато                            |                                      | 68                                   | 2,13%                                |

| \| \| м \| \| \| ж \| \| ? \| 10 \| \| \| 18 \| \| 80+ \| 41 \| \| \| 40 \| \| 75—79 \| 38 \| \| \| 55 \| \| 70—74 \| 46 \| \| \| 78 \| \| 65—69 \| 85 \| \| \| 95 \| \| 60—64 \| 82 \| \| \| 86 \| \| 55—59 \| 75 \| \| \| 84 \| \| 50—54 \| 121 \| \| \| 115 \| \| 45—49 \| 155 \| \| \| 126 \| \| 40—44 \| 114 \| \| \| 126 \| \| 35—39 \| 107 \| \| \| 99 \| \| 30—34 \| 116 \| \| \| 101 \| \| 25—29 \| 109 \| \| \| 90 \| \| 20—24 \| 137 \| \| \| 113 \| \| 15—19 \| 152 \| \| \| 107 \| \| 10—14 \| 79 \| \| \| 90 \| \| 5—9 \| 76 \| \| \| 76 \| \| 0—4 \| 68 \| \| \| 68 \| \| Просек : \| 38,6 \| \| \| 40,7 \| |      |  |  |      |
| |      |  |  |      |
| | м    |  |  | ж    |
| ? | 10   |  |  | 18   |
| 80+ | 41   |  |  | 40   |
| 75—79 | 38   |  |  | 55   |
| 70—74 | 46   |  |  | 78   |
| 65—69 | 85   |  |  | 95   |
| 60—64 | 82   |  |  | 86   |
| 55—59 | 75   |  |  | 84   |
| 50—54 | 121  |  |  | 115  |
| 45—49 | 155  |  |  | 126  |
| 40—44 | 114  |  |  | 126  |
| 35—39 | 107  |  |  | 99   |
| 30—34 | 116  |  |  | 101  |
| 25—29 | 109  |  |  | 90   |
| 20—24 | 137  |  |  | 113  |
| 15—19 | 152  |  |  | 107  |
| 10—14 | 79   |  |  | 90   |
| 5—9 | 76   |  |  | 76   |
| 0—4 | 68   |  |  | 68   |
| Просек : | 38,6 |  |  | 40,7 |

| Година пописа     | 1948. | 1953. | 1961. | 1971. | 1981. | 1991. | 2002. |
| ----------------- | ----- | ----- | ----- | ----- | ----- | ----- | ----- |
| Број домаћинстава | 644   | 729   | 827   | 862   | 1.013 | 1.061 | 1.003 |

| Број чланова      | 1   | 2   | 3   | 4   | 5  | 6  | 7  | 8 | 9 | 10 и више | Просек |
| ----------------- | --- | --- | --- | --- | -- | -- | -- | - | - | --------- | ------ |
| Број домаћинстава | 159 | 229 | 173 | 275 | 93 | 50 | 19 | 2 | 2 | 1         | 3,17   |

| Пол    | Укупно | Неожењен/Неудата | Ожењен/Удата | Удовац/Удовица | Разведен/Разведена | Непознато |
| ------ | ------ | ---------------- | ------------ | -------------- | ------------------ | --------- |
| Мушки  | 1.388  | 443              | 845          | 72             | 28                 | 0         |
| Женски | 1.333  | 242              | 853          | 213            | 24                 | 1         |
| УКУПНО | 2.721  | 685              | 1.698        | 285            | 52                 | 1         |

| Пол    | Укупно                    | Пољопривреда, лов и шумарство | Рибарство                            | Вађење руде и камена | Прерађивачка индустрија       |
| ------ | ------------------------- | ----------------------------- | ------------------------------------ | -------------------- | ----------------------------- |
| Мушки  | 663                       | 95                            | 0                                    | 0                    | 294                           |
| Женски | 265                       | 46                            | 0                                    | 0                    | 89                            |
| Укупно | 928                       | 141                           | 0                                    | 0                    | 383                           |
|        |                           |                               |                                      |                      |                               |
| Пол    | Производња и снабдевање   | Грађевинарство                | Трговина                             | Хотели и ресторани   | Саобраћај, складиштење и везе |
| Мушки  | 12                        | 85                            | 61                                   | 5                    | 35                            |
| Женски | 2                         | 2                             | 40                                   | 15                   | 5                             |
| Укупно | 14                        | 87                            | 101                                  | 20                   | 40                            |
|        |                           |                               |                                      |                      |                               |
| Пол    | Финансијско посредовање   | Некретнине                    | Државна управа и одбрана             | Образовање           | Здравствени и социјални рад   |
| Мушки  | 2                         | 11                            | 21                                   | 6                    | 7                             |
| Женски | 2                         | 4                             | 9                                    | 20                   | 31                            |
| Укупно | 4                         | 15                            | 30                                   | 26                   | 38                            |
|        |                           |                               |                                      |                      |                               |
| Пол    | Остале услужне активности | Приватна домаћинства          | Екстериторијалне организације и тела | Непознато            | Непознато                     |
| Мушки  | 7                         | 0                             | 0                                    | 22                   | 22                            |
| Женски | 0                         | 0                             | 0                                    | 0                    | 0                             |
| Укупно | 7                         | 0                             | 0                                    | 22                   | 22                            |